# Maratona Internacional de São Paulo
Maratona Internacional de São Paulo é uma prova de atletismo de 42,195 km de extensão, realizada anualmente na cidade de São Paulo desde 1995. A competição conta também com provas de 25 km, 10 km e caminhada de 3 km, além da maratona . Ela é realizada toda dentro da cidade de São Paulo, com largada e chegada no Parque Ibirapuera.
Todos os atletas que completam a prova recebem medalha de participação e os cinco primeiros em cada categoria (masculino e feminino) recebem um troféu e uma medalha especial. A organização da prova também paga prêmios em dinheiro que variam entre R$30 mil (1º colocado de ambos os sexos) a R$1 mil (10º colocado de ambos os sexos) (Edição de 2012). Há também uma premiação especial em dinheiro para atletas que alcancem determinados tempos, com um bônus de R$20 mil para os homens com um tempo abaixo de 2h10m58s e R$ 25 mil para um tempo inferior a 2h09m50. O mesmo se aplica às mulheres com tempos inferiores a 2h35min e 2h33min respectivamente.
A Maratona de São Paulo tem o melhor tempo de uma maratona corrida no Brasil desde 2002, quando Vanderlei Cordeiro de Lima, medalha de bronze em Atenas 2004, venceu a prova com o tempo de 2:11:19.
Tradicionalmente disputada no outono ou no inverno paulista, as edições de 2013/2014 foram disputadas na primavera, em outubro, mudando também seu percurso já tradicional, começando e terminando no Obelisco do Ibirapuera – como ocorrido em 2007 – por conta de obras de grande porte que estão sendo realizadas na cidade. 

## Vencedores
O Brasil e o Quênia são os maiores vencedores da maratona em ambas as categorias, masculino e feminino. Além destes dois países, apenas corredores do Marrocos e da Rússia já venceram a prova. A fundista brasileira Márcia Narloch é a maior vencedora – de ambos os sexos – da história da maratona, com três vitórias em 1999-2000-2005.
| Ano  | Atleta                                  | País                                    | Tempo                                   |
| ---- | --------------------------------------- | --------------------------------------- | --------------------------------------- |
| 2024 | Nicolas Kiptoo Kosgei                   | Quénia                                  | 02:16:25                                |
| 2023 | Vestus Cheboi Chemjor                   | Quénia                                  | 02:15:20                                |
| 2022 | Tilahun Abebaw Nigussie                 | Etiópia                                 | 2:18:04                                 |
| 2021 | Cancelada devido a pandemia de Covid-19 | Cancelada devido a pandemia de Covid-19 | Cancelada devido a pandemia de Covid-19 |
| 2020 | Cancelada devido a pandemia de Covid-19 | Cancelada devido a pandemia de Covid-19 | Cancelada devido a pandemia de Covid-19 |
| 2019 | Kimani Irungu                           | Quénia                                  | 2:18:32                                 |
| 2018 | Solonei da Silva                        | Brasil                                  | 2:15:59                                 |
| 2017 | Paul Kimutai                            | Quénia                                  | 2:17:56                                 |
| 2016 | Paul Kimutai                            | Quénia                                  | 2:17:14                                 |
| 2015 | Asbel Quipsang                          | Quénia                                  | 2:15:15                                 |
| 2014 | Paul Kangogo                            | Quénia                                  | 2:14:18                                 |
| 2013 | Stanlei Koech                           | Quénia                                  | 2:16:07                                 |
| 2012 | Solonei da Silva                        | Brasil                                  | 2:12:25                                 |
| 2011 | David Kemboi                            | Quénia                                  | 2:11:53                                 |
| 2010 | Stanley Biwott                          | Quénia                                  | 2:11:21                                 |
| 2009 | Elias Chelimo                           | Quénia                                  | 2:13:59                                 |
| 2008 | Claudir Rodrigues                       | Brasil                                  | 2:17:07                                 |
| 2007 | Reuben Chepkwek                         | Quénia                                  | 2:16:05                                 |
| 2006 | Rotich Solomon                          | Quénia                                  | 2:15:15                                 |
| 2005 | José Teles de Souza                     | Brasil                                  | 2:19:47                                 |
| 2004 | Franck Caldeira                         | Brasil                                  | 2:17:30                                 |
| 2003 | Genilson Júnior da Silva                | Brasil                                  | 2:16:26                                 |
| 2002 | Vanderlei Cordeiro de Lima              | Brasil                                  | 2:11:19                                 |
| 2001 | Stephen Rugut                           | Quénia                                  | 2:14:30                                 |
| 2000 | David Ngetich                           | Quénia                                  | 2:15:21                                 |
| 1999 | Paul Yego                               | Quénia                                  | 2:15:29                                 |
| 1998 | Diamantino dos Santos                   | Brasil                                  | 2:16:55                                 |
| 1997 | Kipkemboi Cheruiyot                     | Quénia                                  | 2:17:07                                 |
| 1996 | Chalam El Maali                         | Marrocos                                | 2:15:21                                 |
| 1995 | Luiz Antonio dos Santos                 | Brasil                                  | 2:17:11                                 |

| Ano  | Atleta                                  | País                                    | Tempo                                   |
| ---- | --------------------------------------- | --------------------------------------- | --------------------------------------- |
| 2024 | Helen Daniela Baltazar Medina           | Bolívia                                 | 02:50:13                                |
| 2023 | Yadeny Alemayehu Weltej                 | Etiópia                                 | 02:34:48                                |
| 2022 | Kebebusch Yisma                         | Etiópia                                 | 2:37:40                                 |
| 2021 | Cancelada devido a pandemia de Covid-19 | Cancelada devido a pandemia de Covid-19 | Cancelada devido a pandemia de Covid-19 |
| 2020 | Cancelada devido a pandemia de Covid-19 | Cancelada devido a pandemia de Covid-19 | Cancelada devido a pandemia de Covid-19 |
| 2019 | Sifan Demise                            | Etiópia                                 | 2:35:03                                 |
| 2018 | Andreia Aparecida Hessel                | Brasil                                  | 2:40:02                                 |
| 2017 | Leah Jerotich                           | Quénia                                  | 2:41:58                                 |
| 2016 | Alice Kibor                             | Quénia                                  | 2:35:56                                 |
| 2015 | Caroline Rotich                         | Quénia                                  | 2:35:51                                 |
| 2014 | Rumokol Chepkanan                       | Quénia                                  | 2:42:29                                 |
| 2013 | Samira Raif                             | Marrocos                                | 2:38:23                                 |
| 2012 | Rumokol Chepkanan                       | Quénia                                  | 2:31:21                                 |
| 2011 | Samira Raif                             | Marrocos                                | 2:36:01                                 |
| 2010 | Marizete Moreira                        | Brasil                                  | 2:39:26                                 |
| 2009 | Marizete Moreira                        | Brasil                                  | 2:42:24                                 |
| 2008 | Maria Zeferina Baldaia                  | Brasil                                  | 2:42:20                                 |
| 2007 | Jaqueline Chebor                        | Quénia                                  | 2:40:12                                 |
| 2006 | Margaret Karie                          | Quénia                                  | 2:39:24                                 |
| 2005 | Márcia Narloch                          | Brasil                                  | 2:40:39                                 |
| 2004 | Margaret Karie                          | Quénia                                  | 2:40:10                                 |
| 2003 | Maria do Carmo Arruda                   | Brasil                                  | 2:39:12                                 |
| 2002 | Maria Zeferina Baldaia                  | Brasil                                  | 2:36:07                                 |
| 2001 | Marizete de Paula Rezende               | Brasil                                  | 2:38:57                                 |
| 2000 | Márcia Narloch                          | Brasil                                  | 2:40:15                                 |
| 1999 | Márcia Narloch                          | Brasil                                  | 2:37:20                                 |
| 1998 | Viviany Anderson                        | Brasil                                  | 2:39:58                                 |
| 1997 | Viviany Anderson                        | Brasil                                  | 2:42:13                                 |
| 1996 | Janete Mayal                            | Brasil                                  | 2:41:40                                 |
| 1995 | Ilyna Nadezhda                          | Rússia                                  | 2:49:33                                 |

Nota: recorde da prova (M e F)